# Ноултон (переписна місцевість, Вісконсин)
Ноултон (англ. Knowlton) — переписна місцевість (CDP) в США, в окрузі Марафон штату Вісконсин. Населення — 94 особи (2020).

## Географія
Ноултон розташований за координатами 44°43′5″ пн. ш. 89°40′49″ зх. д. / 44.71806° пн. ш. 89.68028° зх. д. (44.718188, -89.680363).  За даними Бюро перепису населення США в 2010 році переписна місцевість мала площу 3,64 км², з яких 2,59 км² — суходіл та 1,05 км² — водойми.

## Демографія
Згідно з переписом 2010 року, у переписній місцевості мешкало 120 осіб у 54 домогосподарствах у складі 41 родини. Густота населення становила 33 особи/км².  Було 62 помешкання (17/км²).
Расовий склад населення:
| - 99,2 % — білих |

До двох чи більше рас належало 0,8 %. Частка іспаномовних становила 0,8 % від усіх жителів.
За віковим діапазоном населення розподілялося таким чином: 16,7 % — особи молодші 18 років, 60,8 % — особи у віці 18—64 років, 22,5 % — особи у віці 65 років та старші. Медіана віку мешканця становила 50,6 року. На 100 осіб жіночої статі у переписній місцевості припадало 96,7 чоловіків;  на 100 жінок у віці від 18 років та старших — 117,4 чоловіків також старших 18 років.
Медіана доходів становила 65 469 доларів для чоловіків та 38 393 долари для жінок. За межею бідності перебувало 26,1 % осіб, у тому числі 59,6 % дітей у віці до 18 років та 0,0 % осіб у віці 65 років та старших.
Цивільне працевлаштоване населення становило 46 осіб. Основні галузі зайнятості: виробництво — 43,5 %, фінанси, страхування та нерухомість — 21,7 %, освіта, охорона здоров'я та соціальна допомога — 17,4 %.